# Хилл, Джо (писатель)
Джозеф Хиллстром Кинг (англ. Joseph Hillstrom King; род. 4 июня 1972), известный под псевдонимом Джо Хилл (англ. Joe Hill), — американский писатель. Сын Стивена Кинга.

## Биография

### Семья и детство
Джозеф Хиллстром Кинг родился 4 июня 1972 года в Бангоре, штат Мэн, в семье известного американского писателя Стивена Кинга и его жены писательницы Табиты Кинг. Есть старшая сестра — ЛГБТ-активистка Наоми и младший брат — также писатель Оуэн.
В детстве снялся в одной из ролей в фильме «Калейдоскоп ужасов». Изучал английскую словесность в колледже Вассара, и после его окончания в 1995 году по примеру родителей занялся литературой.

### Творчество
Желая достичь литературного успеха самостоятельно, не используя известности имени отца, он взял себе псевдоним «Джо Хилл». Он был и сокращением от его настоящего имени Джозеф и второго имени Хиллстром, и намекал на человека, в честь которого, собственно, и получил имя Джозеф Хилстром — известного американского активиста рабочего движения начала XX века и сочинителя песен Джо Хилла, который был несправедливо обвинён в убийстве и казнён в американской тюрьме в 1915 году.
Профессионально литературной деятельностью Джозеф Кинг занялся, ещё будучи студентом колледжа. Однако в течение нескольких лет рассказы Джо Хилла публиковались только в литературных журналах, среди которых «Subterranean Magazine», «Postscripts» и «The High Plains Literary Review», а также в различных фантастических антологиях, в том числе «The Mammoth Book of Best New Horror» (составитель Стивен Джонс) и «The Year’s Best Fantasy and Horror» (составители Элен Дэтлоу, Келли Линк и Гейвин Грант). Только в 2005 году Джо Хиллу удалось убедить британское издательство «PS Publishing» опубликовать сборник его рассказов «Призраки двадцатого века» (англ. 20th Century Ghosts). В дебютный сборник Джо Хилла, вышедший небольшим тиражом, вошли четырнадцать рассказов. Предисловие к книге написал Кристофер Голден:

…Произведениям Хилла свойственны элегантность и деликатность, напоминающие нам об ушедшей эпохе, о Джоан Эйкен и Амброзе Бирсе, о Чарльзе Бомонте, Ричарде Матесоне и Роде Серлинге…

Сборник получил признание среди читателей и в литературных кругах и был награждён «Премией Брэма Стокера», премиями «British Fantasy Award» и «International Horror Guild Award». Сам Джо Хилл за «Призраки двадцатого века» в 2006 году получил премию «William L. Crawford Award» как лучший начинающий автор, пишущий в жанре фэнтези. Рассказ «Добровольное заключение» был награждён премией «World Fantasy Award» как лучшая новелла, а «Лучше, чем дома» был награждён «A.E.Coppard Long Fiction Prize». Рассказы «Чёрный телефон» и «Услышать, как поет саранча» были номинированы на «British Fantasy Award»-2005.
В феврале 2007 года в США (в Великобритании — в марте 2007) вышел дебютный роман Джо Хилла «Коробка в форме сердца». Название произведения намекало на сингл группы «Nirvana» «Heart-Shaped Box». Ещё до выхода романа кинокомпания «Warner Bros» купила права на его экранизацию. «Коробка в форме сердца» была награждена «Премией Брэма Стокера» и «International Thriller Writers Inc award» в номинации «лучший дебютный роман».
В 2010 году вышел второй роман писателя под названием «Рога». Презентация нового романа «Страна Рождества» прошла в мае 2013 года.

### Личная жизнь
Женат, проживает в Новой Англии.

### Романы и сборники
- 2005 — «Призраки двадцатого века» (англ. «20th Century Ghosts»)
- 2007 — «Коробка в форме сердца» (англ. «Heart-Shaped Box»)
- 2010 — «Рога» (англ. «Horns»)
- 2013 — «Страна Рождества» (англ. «NOS4A2»)
- 2015 — Лучшее в фантастике и фэнтези (англ. The Best Science Fiction & Fantasy), редактор
- 2016 — «Пожарный» (англ. «The Fireman»)
- 2017 — «Маленькая серебряная книжечка острых сияющих щепок» (англ. «A Little Silver Book Of Sharp Shiny Slivers»), сборник рассказов
- 2017 — «Странная погода» (англ. «Strange Weather»)
- 2019 — «Полный газ» (англ. «Full Throttle»)
- Порох (англ. Gunpowder) (дата не определена)

### Рассказы
- 1997 — «Она спокойна» (англ. «The Lady Rests»)
- 1998 — «Соавторы» (англ. «The Collaborators»)
- 1999 — «Лучше, чем дома» (англ. «Better Than Home»)
- 2001 — «Спасённый» (англ. «The Saved»)
- 2001 — «Хлоп-арт» (англ. «Pop Art»)
- 2002 — «Призрак двадцатого века» (англ. «20th Century Ghost»)
- 2002 — «Завтрак у вдовы» (англ. «The Widow’s Breakfast»)
- 2004 — «Услышать, как поёт саранча» (англ. «You Will Hear the Locust Sing»)
- 2004 — «Сыновья Абрахама» (англ. «Abraham’s Boys»)
- 2004 — «Черный телефон» (англ. «The Black Phone»)
- 2005 — «Деревья-призраки» (англ. «Dead-Wood»)
- 2005 — «Последний вздох» (англ. «Last Breath»)
- 2005 — «Лучшие новые ужасы» (англ. «Best New Horror»)
- 2005 — «Добровольное заключение» (англ. «Voluntary Committal»)
- 2005 — «В ловушке» (англ. «In the Rundown»)
- 2005 — «Печатная машинка Шахерезады» (англ. «Scheherazade’s Typewriter»)
- 2005 — «Плащ» (англ. «The Cape»)
- 2005 — «Маска моего отца» (англ. «My Father’s Mask»)
- 2005 — «Воскрешение Бобби Конроя» (англ. «Bobby Conroy Comes Back from the Dead»)
- 2007 — «Отпечаток большого пальца» (англ. «Thumbprint»)
- 2007 — «Джуд против глобального потепления» (англ. «Jude Confronts Global Warming»)
- 2008 — «Порох» (англ. «Gunpowder»)
- 2009 — «Полный газ» (англ. «Throttle») (в соавторстве со Стивеном Кингом)
- 2010 — «Твиты из Цирка Смерти» (англ. «Twittering from the Circus of the Dead»)
- 2010 — «Дьявол на лестнице» (англ. «The Devil on the Staircase»)
- 2011 — «Станция Вулвертон» (англ. «Wolverton Station»)
- 2012 — «Высокая зелёная трава» (англ. «In the Tall Grass» (в соавторстве со Стивеном Кингом)
- 2012 — «У серебристых вод озера Шамплейн» (англ. «By the Silver Water of Lake Champlain» (2012 г.)

### Комиксы
- 2008—2013 — «Ключи Локков» (англ. «Locke & Key»)
- 2014 — «Гнев: Добро пожаловать в Страну Рождества» (англ. «Wraith: Welcome To Christmasland»)
- 2019 — «Погружение» (англ. Plunge)
- 2022 — «Дождь» (англ. Rain)

### Поэзия
- 2010 — «Человек — солнечные часы» (англ. «The Sundial Man»)

## Экранизации
- 2011 — «Ключи Локков» (англ. Locke & Key), невышедший пилот телесериала
- 2013 — «Рога» (англ. «Horns»)
- 2019 — «Страна Рождества» (англ. NOS4A2)
- 2019 — «В высокой траве» (англ. In the Tall Grass)
- 2020 — «Ключи Локков» (англ. Locke & Key)
- 2021 — «Чёрный телефон» (англ. The Black Phone)